# 21 km (obwód tarnopolski)
21 km (ukr. 21 км) – przystanek kolejowy w miejscowości Denysów, w rejonie tarnopolskim, w obwodzie tarnopolskim, na Ukrainie. Położony jest na linii Tarnopol – Stryj.